# Mistrovství Evropy ve fotbale hráčů do 21 let 2023
Mistrovství Evropy ve fotbale hráčů do 21 let 2023 (gruzínsky 21 წლამდე ნაკრებთა ევროპის ჩემპიონატი, rumunsky Campionatul European de Fotbal Sub-21) se konalo v Gruzii a v Rumunsku. Turnaj pořádaný pod patronací UEFA byl v pořadí 24. v historii. Zúčastnit se ho mohli hráči, kteří se narodili nejdříve 1. ledna 2000.
Šampionát zároveň slouží jako kvalifikace na Letní olympijské hry 2024 v Paříži. Postup si zajistí všichni semifinalisté s výjimkou Francie, která pořádá olympiádu a Anglie, která není členem MOV. Pokud se Anglie do semifinále dostane, tak se bude konat olympijská kvalifikace, do které se zapojí 2. a 3. tým z žebříčku druhých týmů.
Obhájcem titulu z roku 2021 bylo Německo. Vítězem se potřetí v historii stala Anglická fotbalová reprezentace do 21 let, když ve finále porazila Španělsko 1:0. Nejlepším střelcem turnaje se stali se 3 góly Španěl Sergio Gómez, Španěl Abel Ruiz a Ukrajinec Heorhij Sudakov.

## Účastníci
| Tým         | Kvalifikován jako            | Datum zajištění postupu | Počet účastí | Poslední účast | Nejlepší umístění                        |
| ----------- | ---------------------------- | ----------------------- | ------------ | -------------- | ---------------------------------------- |
| Rumunsko    | Hostitel                     | 3. prosince 2020        | 4.           | 2021           | Semifinále (2019)                        |
| Gruzie      | Hostitel                     | 3. prosince 2020        | 1.           | —              | —                                        |
| Belgie      | Vítěz kvalifikační skupiny I | 29. března 2022         | 4.           | 2019           | Semifinále (2007)                        |
| Španělsko   | Vítěz kvalifikační skupiny C | 2. května 2022          | 16.          | 2021           | Vítězství (1986, 1998, 2011, 2013, 2019) |
| Německo     | Vítěz kvalifikační skupiny B | 3. června 2022          | 14.          | 2021           | Vítězství (2009, 2017, 2021)             |
| Portugalsko | Vítěz kvalifikační skupiny D | 6. června 2022          | 10.          | 2021           | 2. místo (1994, 2015, 2021)              |
| Anglie      | Vítěz kvalifikační skupiny G | 7. června 2022          | 17.          | 2021           | Vítězství (1982, 1984)                   |
| Nizozemsko  | Vítěz kvalifikační skupiny E | 8. června 2022          | 9.           | 2021           | Vítězství (2006, 2007)                   |
| Francie     | Vítěz kvalifikační skupiny H | 9. června 2022          | 11.          | 2021           | Vítězství (1988)                         |
| Itálie      | Vítěz kvalifikační skupiny F | 14. června 2022         | 22.          | 2021           | Vítězství (1992, 1994, 1996, 2000, 2004) |
| Norsko      | Vítěz kvalifikační skupiny A | 14. června 2022         | 3.           | 2013           | Semifinále (1998, 2013)                  |
| Švýcarsko   | Nejlepší tým na 2. místě     | 14. června 2022         | 5.           | 2021           | 2. místo (2011)                          |
| Ukrajina    | Vítěz baráže                 | 27. září 2022           | 3.           | 2011           | 2. místo (2006)                          |
| Česko       | Vítěz baráže                 | 27. září 2022           | 9.           | 2021           | Vítězství (2002)                         |
| Chorvatsko  | Vítěz baráže                 | 27. září 2022           | 5.           | 2021           | Čtvrtfinále (2021)                       |
| Izrael      | Vítěz baráže                 | 27. září 2022           | 3.           | 2013           | Skupina (2007, 2013)                     |

## Stadiony
| Rumunsko                          | Rumunsko                  | Rumunsko                      | Rumunsko                           |
| Bukurešť                          | Bukurešť                  | Kluž                          | Kluž                               |
| --------------------------------- | ------------------------- | ----------------------------- | ---------------------------------- |
| Stadionul Steaua                  | Stadionul Rapid-Giulești  | Cluj Arena                    | Stadionul Dr. Constantin Rădulescu |
| Kapacita: 31 254                  | Kapacita: 14 047          | Kapacita: 30 201              | Kapacita: 23 500                   |
|                                   |                           |                               |                                    |
| Rumunsko Bukurešť Kluž            | Rumunsko Bukurešť Kluž    | Gruzie Tbilisi Batumi Kutaisi | Gruzie Tbilisi Batumi Kutaisi      |
| Gruzie                            |                           |                               |                                    |
| Tbilisi                           | Tbilisi                   | Batumi                        | Kutaisi                            |
| Národní stadion Borise Paičadzeho | Stadion Micheila Meschiho | Batumi stadium                | Stadion Ramaze Šengelii            |
| Kapacita: 54 202                  | Kapacita: 27 223          | Kapacita: 20 000              | Kapacita: 14 000                   |
|                                   |                           |                               |                                    |

## Skupinová fáze
Časy zápasů hraných v Rumunsku jsou uvedeny ve východoevropském letní čase (UTC +3) a Gruzii jde o Gruzínský čas (UTC +4).
| Vysvětlivky                                           |
| ----------------------------------------------------- |
| Týmy na prvních dvou místech postupují do čtvrtfinále |

### Skupina A
| Tým         | Z | V | R | P | VG | IG | +/− | B |
| ----------- | - | - | - | - | -- | -- | --- | - |
| Gruzie      | 3 | 1 | 2 | 0 | 5  | 3  | +2  | 5 |
| Portugalsko | 3 | 1 | 1 | 1 | 3  | 4  | −1  | 4 |
| Nizozemsko  | 3 | 0 | 3 | 0 | 2  | 2  | 0   | 3 |
| Belgie      | 3 | 0 | 2 | 1 | 3  | 4  | −1  | 2 |

| 21. června 2023 20:00 |        |             |                                                                                 |
| Gruzie                | 2 : 0  | Portugalsko | Národní stadion Borise Paičadzeho, Tbilisi diváci: 24 447 rozhodčí: Espen Eskås |
| Gagua 37' Sazonov 45' | Report |             | Národní stadion Borise Paičadzeho, Tbilisi diváci: 24 447 rozhodčí: Espen Eskås |

| 21. června 2023 20:00 |        |            |                                                                           |
| Belgie                | 0 : 0  | Nizozemsko | Stadion Micheila Meschiho, Tbilisi diváci: 1 029 rozhodčí: Aliyar Aghayev |
|                       | Report |            | Stadion Micheila Meschiho, Tbilisi diváci: 1 029 rozhodčí: Aliyar Aghayev |

| 24. června 2023 20:00            |        |                            |                                                                                  |
| Gruzie                           | 2 : 2  | Belgie                     | Národní stadion Borise Paičadzeho, Tbilisi diváci: 41 886 rozhodčí: Duje Strukan |
| Tsitaishvili 51' Guliashvili 87' | Report | De Cuyper 15' Ramazani 38' | Národní stadion Borise Paičadzeho, Tbilisi diváci: 41 886 rozhodčí: Duje Strukan |

| 24. června 2023 20:00 |        |             |                                                                           |
| Portugalsko           | 1 : 1  | Nizozemsko  | Stadion Micheila Meschiho, Tbilisi diváci: 1 526 rozhodčí: Horațiu Feşnic |
| Almeida 20'           | Report | Brobbey 78' | Stadion Micheila Meschiho, Tbilisi diváci: 1 526 rozhodčí: Horațiu Feşnic |

| 27. června 2023 20:00 |        |                  |                                                                                    |
| Nizozemsko            | 1 : 1  | Gruzie           | Národní stadion Borise Paičadzeho, Tbilisi diváci: 43 004 rozhodčí: Rade Obrenović |
| Taylor 45+6'          | Report | Davitashvili 42' | Národní stadion Borise Paičadzeho, Tbilisi diváci: 43 004 rozhodčí: Rade Obrenović |

| 27. června 2023 20:00       |        |               |                                                                          |
| Portugalsko                 | 2 : 1  | Nizozemsko    | Stadion Micheila Meschiho, Tbilisi diváci: 1 373 rozhodčí: Willy Delajod |
| Neves 56' Dantas 89' (pen.) | Report | Vertessen 65' | Stadion Micheila Meschiho, Tbilisi diváci: 1 373 rozhodčí: Willy Delajod |

### Skupina B
| Tým        | Z | V | R | P | VG | IG | +/− | B |
| ---------- | - | - | - | - | -- | -- | --- | - |
| Španělsko  | 3 | 2 | 1 | 0 | 6  | 2  | +4  | 7 |
| Ukrajina   | 3 | 2 | 1 | 0 | 5  | 2  | +3  | 7 |
| Chorvatsko | 3 | 0 | 1 | 2 | 0  | 3  | −3  | 1 |
| Rumunsko   | 3 | 0 | 1 | 2 | 0  | 4  | −4  | 1 |

| 21. června 2023 19:00 |        |            |                                                                              |
| Ukrajina              | 2 : 0  | Chorvatsko | Stadionul Rapid-Giulești, Bukurešť diváci: 1 677 rozhodčí: Mohammed Al-Hakim |
| Kaščuk 19' Sikan 48'  | Report |            | Stadionul Rapid-Giulești, Bukurešť diváci: 1 677 rozhodčí: Mohammed Al-Hakim |

| 21. června 2023 20:00 |        |                                      |                                                                     |
| Rumunsko              | 0 : 3  | Španělsko                            | Stadionul Steaua, Bukurešť diváci: 21 227 rozhodčí: Erik Lambrechts |
|                       | Report | Baena 55' Miranda 62' S. Gómez 90+5' | Stadionul Steaua, Bukurešť diváci: 21 227 rozhodčí: Erik Lambrechts |

| 24. června 2023 19:00 |        |          |                                                                  |
| Rumunsko              | 0 : 1  | Ukrajina | Stadionul Steaua, Bukurešť diváci: 14 309 rozhodčí: Morten Krogh |
| Dican 89' (vl.)       | Report |          | Stadionul Steaua, Bukurešť diváci: 14 309 rozhodčí: Morten Krogh |

| 24. června 2023 21:45 |        |            |                                                                            |
| Španělsko             | 1 : 0  | Chorvatsko | Stadionul Rapid-Giulești, Bukurešť diváci: 2 921 rozhodčí: Allard Lindhout |
| Ruiz 1'               | Report |            | Stadionul Rapid-Giulești, Bukurešť diváci: 2 921 rozhodčí: Allard Lindhout |

| 27. června 2023 21:45 |        |            |                                                                  |
| Portugalsko           | 0 : 0  | Nizozemsko | Stadionul Steaua, Bukurešť diváci: 7 816 rozhodčí: João Pinheiro |
|                       | Report |            | Stadionul Steaua, Bukurešť diváci: 7 816 rozhodčí: João Pinheiro |

| 27. června 2023 21:45      |        |                                |                                                                           |
| Španělsko                  | 2 : 2  | Ukrajina                       | Stadionul Rapid-Giulești, Bukurešť diváci: 2 027 rozhodčí: Donatas Rumšas |
| Želizko 49' (vl.) Ruiz 90' | Report | Vjunnyk 43' Sudakov 81' (pen.) | Stadionul Rapid-Giulești, Bukurešť diváci: 2 027 rozhodčí: Donatas Rumšas |

### Skupina C
| Tým     | Z | V | R | P | VG | IG | +/− | B |
| ------- | - | - | - | - | -- | -- | --- | - |
| Anglie  | 3 | 3 | 0 | 0 | 6  | 0  | +6  | 9 |
| Izrael  | 3 | 1 | 1 | 1 | 2  | 3  | −1  | 4 |
| Česko   | 3 | 1 | 0 | 2 | 2  | 4  | −2  | 3 |
| Německo | 3 | 0 | 1 | 2 | 2  | 5  | −3  | 1 |

| 22. června 2023 20:00 |        |                             |                                                                |
| Česko                 | 0 : 2  | Anglie                      | Adjarabet Arena, Batumi diváci: 8 168 rozhodčí: Horațiu Feşnic |
|                       | Report | Ramsey 47' Smith Rowe 90+4' | Adjarabet Arena, Batumi diváci: 8 168 rozhodčí: Horațiu Feşnic |

| 21. června 2023 20:00 |        |              |                                                                        |
| Německo               | 1 : 1  | Izrael       | Stadion Ramaze Šengelii, Kutaisi diváci: 2 442 rozhodčí: Willy Delajod |
| Bisseck 26'           | Report | Turgeman 20' | Stadion Ramaze Šengelii, Kutaisi diváci: 2 442 rozhodčí: Willy Delajod |

| 25. června 2023 20:00 |        |             |                                                             |
| Česko                 | 2 : 1  | Německo     | Adjarabet Arena, Batumi diváci: 5 023 rozhodčí: Espen Eskås |
| Sejk 33' Vitík 87'    | Report | Stiller 70' | Adjarabet Arena, Batumi diváci: 5 023 rozhodčí: Espen Eskås |

| 25. června 2023 20:00     |        |        |                                                                         |
| Anglie                    | 2 : 0  | Izrael | Stadion Ramaze Šengelii, Kutaisi diváci: 5 106 rozhodčí: Rade Obrenović |
| Gordon 15' Smith Rowe 68' | Report |        | Stadion Ramaze Šengelii, Kutaisi diváci: 5 106 rozhodčí: Rade Obrenović |

| 28. června 2023 20:00 |        |       |                                                                       |
| Izrael                | 1 : 0  | Česko | Stadion Ramaze Šengelii, Kutaisi diváci: 2 175 rozhodčí: Duje Strukan |
| Gandelman 82'         | Report |       | Stadion Ramaze Šengelii, Kutaisi diváci: 2 175 rozhodčí: Duje Strukan |

| 28. června 2023 20:00 |        |         |                                                                |
| Anglie                | 2 : 0  | Německo | Adjarabet Arena, Batumi diváci: 9 587 rozhodčí: Aliyar Aghayev |
| Archer 4' Elliott 21' | Report |         | Adjarabet Arena, Batumi diváci: 9 587 rozhodčí: Aliyar Aghayev |

### Skupina D
| Tým       | Z | V | R | P | VG | IG | +/− | B |
| --------- | - | - | - | - | -- | -- | --- | - |
| Francie   | 3 | 3 | 0 | 0 | 7  | 2  | +5  | 9 |
| Švýcarsko | 3 | 1 | 0 | 2 | 5  | 8  | −3  | 3 |
| Itálie    | 3 | 1 | 0 | 2 | 4  | 5  | −1  | 3 |
| Norsko    | 3 | 1 | 0 | 2 | 2  | 3  | −1  | 3 |

| 22. června 2023 19:00 |        |                     |                                                                                |
| Norsko                | 1 : 2  | Švýcarsko           | Stadionul Dr. Constantin Rădulescu, Kluž diváci: 1 279 rozhodčí: João Pinheiro |
| Ceide 19'             | Report | Ndoye 36' Imeri 56' | Stadionul Dr. Constantin Rădulescu, Kluž diváci: 1 279 rozhodčí: João Pinheiro |

| 22. června 2023 20:00      |        |              |                                                           |
| Francie                    | 2 : 1  | Itálie       | Cluj Arena, Kluž diváci: 11 286 rozhodčí: Allard Lindhout |
| Kalimuendo 22' Barcola 62' | Report | Pellegri 36' | Cluj Arena, Kluž diváci: 11 286 rozhodčí: Allard Lindhout |

| 25. června 2023 19:00 |        |                                    |                                                            |
| Švýcarsko             | 2 : 3  | Itálie                             | Cluj Arena, Kluž diváci: 4 339 rozhodčí: Mohammed Al-Hakim |
| Imeri 47' Amdouni 52' | Report | Pirola 6' Gnonto 11' /Parisi 45+4' | Cluj Arena, Kluž diváci: 4 339 rozhodčí: Mohammed Al-Hakim |

| 25. června 2023 21:45 |        |           |                                                                                 |
| Norsko                | 0 : 1  | Francie   | Stadionul Dr. Constantin Rădulescu, Kluž diváci: 1 507 rozhodčí: Donatas Rumšas |
|                       | Report | Olise 57' | Stadionul Dr. Constantin Rădulescu, Kluž diváci: 1 507 rozhodčí: Donatas Rumšas |

| 28. června 2023 21:45 |        |             |                                                          |
| Itálie                | 0 : 1  | Norsko      | Cluj Arena, Kluž diváci: 2 347 rozhodčí: Erik Lambrechts |
|                       | Report | Botheim 65' | Cluj Arena, Kluž diváci: 2 347 rozhodčí: Erik Lambrechts |

| 28. června 2023 21:45 |        |                                                       |                                                                               |
| Itálie                | 1 : 4  | Francie                                               | Stadionul Dr. Constantin Rădulescu, Kluž diváci: 1 652 rozhodčí: Morten Krogh |
| Ndoye 35'             | Report | Gouiri 16' (pen.) Barcola 65' Cherki 76' Caqueret 81' | Stadionul Dr. Constantin Rădulescu, Kluž diváci: 1 652 rozhodčí: Morten Krogh |

## Vyřazovací fáze

### Pavouk
|  | Čtvrtfinále            | Čtvrtfinále            |                      |   | Semifinále | Semifinále |  |  | Finále | Finále |
|  | 1. července – Tbilisi  |                        |                      |   |            |            |  |  |        |        |
|  |                        |                        |                      |   |            |            |  |  |        |        |
|  | Gruzie                 | 0 (3)                  |                      |   |            |            |  |  |        |        |
|  | Gruzie                 | 0 (3)                  | 5. července – Batumi |   |            |            |  |  |        |        |
|  | Izrael (pen.)          | 0 (4)                  |                      |   |            |            |  |  |        |        |
|  | Izrael (pen.)          | 0 (4)                  | Izrael               | 0 |            |            |  |  |        |        |
|  | 2. července – Kutaisi  |                        | Izrael               | 0 |            |            |  |  |        |        |
|  |                        | Anglie                 | 3                    |   |            |            |  |  |        |        |
|  | Anglie                 | Anglie                 | 3                    | 1 |            |            |  |  |        |        |
|  | Anglie                 |                        | 8. července – Batumi | 1 |            |            |  |  |        |        |
|  | Portugalsko            | 0                      |                      |   |            |            |  |  |        |        |
|  | Portugalsko            | 0                      | Anglie               | 1 |            |            |  |  |        |        |
|  | 1. července – Bukurešť |                        | Anglie               | 1 |            |            |  |  |        |        |
|  |                        | Španělsko              | 0                    |   |            |            |  |  |        |        |
|  | Španělsko (prod.)      | Španělsko              | 0                    | 2 |            |            |  |  |        |        |
|  | Španělsko (prod.)      | 5. července – Bukurešť |                      | 2 |            |            |  |  |        |        |
|  | Švýcarsko              | 1                      |                      |   |            |            |  |  |        |        |
|  | Švýcarsko              | 1                      | Španělsko            | 5 |            |            |  |  |        |        |
|  | 2. července – Kluž     |                        | Španělsko            | 5 |            |            |  |  |        |        |
|  |                        | Ukrajina               | 1                    |   |            |            |  |  |        |        |
|  | Francie                | Ukrajina               | 1                    | 1 |            |            |  |  |        |        |
|  | Francie                |                        |                      | 1 |            |            |  |  |        |        |
|  | Ukrajina               | 3                      |                      |   |            |            |  |  |        |        |
|  | Ukrajina               | 3                      |                      |   |            |            |  |  |        |        |

### Čtvrtfinále
| 1. července 2023 20:00 |            |        |                                                                                 |
| Gruzie                 | 0 : 0 (PP) | Izrael | Národní stadion Borise Paičadzeho, Tbilisi diváci: 44 338 rozhodčí: Espen Eskås |
|                        | Report     |        | Národní stadion Borise Paičadzeho, Tbilisi diváci: 44 338 rozhodčí: Espen Eskås |

|                                                         |       | Penaltový rozstřel              |  |
| Azarovi Davitashvili Gagua Moistsrapishvili Khvadagiani | 3 : 4 | Cohen Gandelman Khalaily Gloukh |  |

| 1. července 2023 22:00    |            |               |                                                                            |
| Španělsko                 | 2 : 1 (PP) | Švýcarsko     | Stadionul Rapid-Giulești, Bukurešť diváci: 3 861 rozhodčí: Erik Lambrechts |
| S. Gómez 68' Miranda 103' | Report     | Amdouni 90+1' | Stadionul Rapid-Giulești, Bukurešť diváci: 3 861 rozhodčí: Erik Lambrechts |

| 2. července 2023 20:00 |        |             |                                                                         |
| Anglie                 | 2 : 1  | Portugalsko | Stadion Ramaze Šengelii, Kutaisi diváci: 6 920 rozhodčí: Rade Obrenović |
| Gordon 34'             | Report |             | Stadion Ramaze Šengelii, Kutaisi diváci: 6 920 rozhodčí: Rade Obrenović |

| 2. července 2023 22:00 |        |                                        |                                                        |
| Francie                | 1 : 3  | Ukrajina                               | Cluj Arena, Kluž diváci: 6 281 rozhodčí: João Pinheiro |
| Cherki 19'             | Report | Sudakov 32' (pen.), 44' Bondarenko 86' | Cluj Arena, Kluž diváci: 6 281 rozhodčí: João Pinheiro |

### Semifinále
| 5. července 2023 20:00 |        |                                       |                                                               |
| Izrael                 | 0 : 3  | Anglie                                | Adjarabet Arena, Batumi diváci: 11 801 rozhodčí: Morten Krogh |
|                        | Report | Gibbs-White 42' Palmer 63' Archer 90' | Adjarabet Arena, Batumi diváci: 11 801 rozhodčí: Morten Krogh |

| 5. července 2023 22:00                               |        |                |                                                                    |
| Španělsko                                            | 5 : 1  | Ukrajina       | Stadionul Steaua, Bukurešť diváci: 9 230 rozhodčí: Erik Lambrechts |
| Ruiz 17' Sancet 24' Blanco 54' Oroz 68' S. Gómez 78' | Report | Bondarenko 13' | Stadionul Steaua, Bukurešť diváci: 9 230 rozhodčí: Erik Lambrechts |

### Finále
| 8. července 2023 20:00 |        |           |                                                              |
| Anglie                 | 1 : 0  | Španělsko | Adjarabet Arena, Batumi diváci: 18 498 rozhodčí: Espen Eskås |
| Jones 45+4'            | Report |           | Adjarabet Arena, Batumi diváci: 18 498 rozhodčí: Espen Eskås |

## Střelci
3 góly
- Sergio Gómez
- Abel Ruiz
- Heorhij Sudakov

2 góly
- Cameron Archer
- Anthony Gordon
- Emile Smith Rowe
- Bradley Barcola
- Rayan Cherki
- Juan Miranda
- Zeki Amdouni
- Kastriot Imeri
- Dan Ndoye
- Artem Bondarenko

1 gól
- Maxim De Cuyper
- Largie Ramazani
- Yorbe Vertessen
- Václav Sejk
- Martin Vitík
- Harvey Elliott
- Morgan Gibbs-White
- Curtis Jones
- Cole Palmer
- Jacob Ramsey
- Maxence Caqueret
- Amine Gouiri
- Arnaud Kalimuendo
- Michael Olise
- Zuriko Davitashvili
- Giorgi Gagua
- Giorgi Guliashvili
- Saba Sazonov
- Heorhiy Tsitaishvili
- Yann Aurel Bisseck
- Angelo Stiller
- Omri Gandelman
- Dor Turgeman
- Wilfried Gnonto
- Fabiano Parisi
- Pietro Pellegri
- Lorenzo Pirola
- Brian Brobbey
- Kenneth Taylor
- Erik Botheim
- Emil Konradsen Ceide
- André Almeida
- Tiago Dantas
- João Neves
- Álex Baena
- Antonio Blanco
- Aimar Oroz
- Oihan Sancet
- Oleksij Kaščuk
- Danylo Sikan
- Bohdan Vjunnyk

1 vlastní gól
- Victor Dican (proti Ukrajině)
- Ivan Želizko (proti Španělsku)